# Beneditinos
Beneditinos este un oraș în Piauí (PI), Brazilia.